# Denise Desjardins
Pour les articles homonymes, voir Desjardins.
Denise Desjardins, née Bensimon-Marchina le 25 février 1923 au Chesnay (Seine-et-Oise) et morte le 17 mars 2016 à Saint-Laurent-du-Pape (Ardèche), est une femme de lettres et peintre française.
Spécialiste de la tradition hindoue, elle est un disciple du maître indien Swami Prajnanpad.

## Biographie
Née dans une famille juive, elle entretient des rapports difficiles avec sa mère.
En 1943, elle s'installe à Paris et commence à peindre.
En 1974, elle crée, avec Arnaud Desjardins, son mari pendant trente ans, un premier âshram en Auvergne. Pendant vingt ans, elle initie à la technique du lying et a formé plusieurs thérapeutes à cette technique.

### Vie personnelle
Le 25 octobre 1956, elle se marie avec Arnaud Desjardins. Elle a deux enfants de lui:  Muriel Massin (née en 1958), épouse de Christophe Massin, et Emmanuel Desjardins (né en 1964). Elle le quitte en 1985.

## Publications
- De naissance en naissance, La Table ronde, 1977
- La Mémoire des vies antérieures, La Table ronde, 1980
- Mère sainte et courtisane, La Table ronde, 1983
- Le Jeu de l'amour et de la sagesse : analyse d'une passion, Albin Michel, 1989
- Le Défi d’être : entretiens avec Gilles Farcet, Dervy-Livres, 1990
- La Stratégie du oui, La Table ronde, 1993
- La Route et le Chemin : carnet de voyage et d'ascèse, La Table ronde, 1995
- Petit traité de l'émotion, La Table ronde, 1996
- Conteurs, saints et sages : des Pères du désert à Swâmi Prajnânpad, La Table ronde, 1998
- Petit traité de l'action, La Table ronde, 1999
- Le Lying : passerelle au cœur de soi, La Table ronde, 2001
- Le Réel et nous, La Table ronde, 2002
- Le Bonheur d'être soi-même, La Table ronde, 2003
- Les Nœuds du cœur, La Table ronde, 2005
- La Rage de l'absolu, La Table ronde, 2008
- Contre vents et années, La Table ronde, 2013 (BNF 43700622)
- "Les Fleurs de l'Âge", La Table ronde, 2016